# Ron Lee
Ronald "Ron" Henry Lee (Boston, Massachusetts, 2 de noviembre de 1952) es un exjugador de baloncesto estadounidense que jugó 6 temporadas en la NBA, además de hacerlo en la liga italiana y en Suecia. Con 1,92 metros de altura, lo hacía en la posición de base.

## Trayectoria deportiva

### Universidad
Jugó cuatro temporadas con los Ducks de la Universidad de Oregón, en las que promedió 18,6 puntos y 5,2 rebotes por partido. Es el único jugador de la historia de la Pacific Eight Conference en haber sido incluido durante sus cuatro temporadas en el mejor quinteto de la misma, además de ganar el premio de Jugador del Año en 1976. Consiguió los récords de su universidad de puntos (2.085), asistencias (572), tiros de campo (838) y tiros libres (409). Fue además el MVP del National Invitation Tournament en 1975, e incluido en el tercer quinteto del All-American en 1975 y en el segundo en 1976.

### Profesional
Fue elegido en la décima posición del Draft de la NBA de 1976 por Phoenix Suns, donde en su primera temporada como profesional complementó a Paul Westphal en las labores de base, promediando 10,2 puntos, 3,3 rebotes y 3,2 asistencias por partido, que le supusieron ser incluido en el mejor quinteto de rookies de la NBA. Fue también elegido por los fanes de los Suns como el jugador más popular del equipo. Participó en el CBS Slam Dunk Contest, un concurso de mates en el que derrotó a jugadores como David Thompson, M.L. Carr y Kareem Abdul-Jabbar antes de verse obligado a abandonar el concurso por un tirón en la rodilla.
Su segunda temporada fue la mejor de toda su carrera. Acabó el año promediando 12,2 puntos, 3,7 asistencias y 2,7 robos de balón, marca esta última que le colocaba en la primera posición de la liga en ese apartado. Era un jugador tan activo que incluso una tienda de muebles de Phoenix ofreció una cama de agua al aficionado que acertara cuántas veces iba a rodar Lee por el parqué a lo largo de los 41 partidos disputados en casa. Lo hizo en 230 ocasiones.
A pesar de todo ello, los suns decidieron en enero de 1979 traspasarlo, junto con Marty Byrnes y dos futuras primeras rondas del draft a New Orleans Jazz a cambio del ala-pívot Truck Robinson. Esta decisión no gustó al jugador, que lo dejó hundido. Tras sólo dos partidos con los Jazz, un tirón en los ligamentos hizo que jugara cojo el resto de la temporada, disputando apenas 17 partidos, en los que promedió 6,7 puntos.
Al año siguiente fue traspasado a Atlanta Hawks a cambio de dos futuras rondas del draft. Pero apenas contó para Hubie Brown, su entrenador, traspasándolo mediada la temporada a Detroit Pistons junto con dos futuras rondas del draft a cambio de Jim McElroy. Allí jugó tres temporadas, pero ya no era el mismo jugador que deslumbró en los Suns. Acabó promediando 4,4 puntos para el equipo.
Pensó entonces en retirarse del baloncesto y dedicarse al futbol indoor. No en vano, además de ser elegido en el draft de la NBA, también lo fue en las dos ligas más importantes de fútbol del país, por Portland Timbers y por San Diego Chargers, pero recibió una llamada para jugar en el Scavolini Pesaro de la liga italiana. Jugó apenas 6 partidos antes de ser cortado, con unos discretas estadísticas de 7,3 puntos y 3,0 rebotes por partido. A pesar de ello, se quedó en Italia, pasando a formar parte de un equipo de jugadores estadounidenses que realizaban giras por España, Francia y otros países europeos. En uno de los partidos de la gira, el entrenador del Alvik Stockholm de Suecia se fijó en él, aceptando ir a jugar a ese país. Finalmente se estableció allí, donde vive en la actualidad junto con su pareja y sus dos hijos, realizando labores durante unos años de jugador-entrenador en un equipo de segunda división, y posteriormente liderando un programa juvenil para la conservación y limpieza de edificios públicos como colegios y librerías.

## Estadísticas de su carrera en la NBA

### Temporada regular
| Temporada | Edad | Equipo           | Liga | P   | TIT | MIN  | TC  | TCA  | %TC  | 3P  | 3PA | %3P  | TL  | TLA | %TL  | R.OF. | R.DEF. | REB | ASIS | ROB | TAP | PER | FP  | PTS  |
| 1976-77   | 24   | Phoenix Suns     | NBA  | 82  |     | 22.5 | 4.2 | 9.6  | .441 |     |     |      | 1.7 | 2.6 | .676 | 1.2   | 2.4    | 3.6 | 3.2  | 1.9 | 0.4 |     | 3.4 | 10.2 |
| 1977-78   | 25   | Phoenix Suns     | NBA  | 82  |     | 23.5 | 5.1 | 11.6 | .439 |     |     |      | 2.1 | 2.8 | .746 | 1.2   | 1.9    | 3.1 | 3.7  | 2.7 | 0.2 | 2.7 | 3.1 | 12.2 |
| 1978-79   | 26   | TOTAL            | NBA  | 60  |     | 22.4 | 3.6 | 8.5  | .430 |     |     |      | 1.6 | 2.4 | .695 | 1.1   | 1.8    | 2.8 | 3.4  | 1.8 | 0.1 | 2.8 | 3.0 | 8.9  |
| 1978-79   | 26   | Phoenix Suns     | NBA  | 43  |     | 22.0 | 4.0 | 8.9  | .452 |     |     |      | 1.7 | 2.4 | .712 | 1.0   | 1.7    | 2.6 | 3.1  | 1.6 | 0.1 | 2.7 | 3.2 | 9.8  |
| 1978-79   | 26   | New Orleans Jazz | NBA  | 17  |     | 23.4 | 2.6 | 7.3  | .363 |     |     |      | 1.4 | 2.2 | .649 | 1.2   | 2.0    | 3.2 | 4.3  | 2.2 | 0.1 | 2.9 | 2.6 | 6.7  |
| 1979-80   | 27   | TOTAL            | NBA  | 61  |     | 19.1 | 1.9 | 5.0  | .370 | 0.4 | 1.0 | .373 | 0.7 | 1.1 | .629 | 0.7   | 1.4    | 2.0 | 4.0  | 1.6 | 0.3 | 1.7 | 2.8 | 4.8  |
| 1979-80   | 27   | Atlanta Hawks    | NBA  | 30  |     | 12.1 | 1.0 | 3.0  | .319 | 0.0 | 0.1 | .000 | 0.3 | 0.6 | .529 | 0.4   | 0.7    | 1.1 | 2.2  | 0.5 | 0.1 | 1.1 | 2.2 | 2.2  |
| 1979-80   | 27   | Detroit Pistons  | NBA  | 31  |     | 25.9 | 2.7 | 6.9  | .393 | 0.7 | 1.8 | .393 | 1.1 | 1.7 | .660 | 0.9   | 2.0    | 2.9 | 5.6  | 2.7 | 0.4 | 2.2 | 3.5 | 7.3  |
| 1980-81   | 28   | Detroit Pistons  | NBA  | 82  |     | 22.3 | 1.4 | 3.9  | .350 | 0.0 | 0.2 | .154 | 1.4 | 1.9 | .724 | 0.8   | 1.9    | 2.7 | 4.4  | 2.0 | 0.4 | 2.1 | 3.2 | 4.2  |
| 1981-82   | 29   | Detroit Pistons  | NBA  | 81  | 7   | 18.1 | 1.1 | 3.0  | .358 | 0.2 | 0.7 | .305 | 1.0 | 1.5 | .706 | 0.4   | 1.5    | 1.9 | 3.9  | 1.4 | 0.2 | 1.5 | 2.7 | 3.4  |
| Total     |      |                  | NBA  | 448 | 7   | 21.4 | 2.9 | 7.0  | .416 | 0.2 | 0.6 | .321 | 1.5 | 2.1 | .705 | 0.9   | 1.8    | 2.7 | 3.8  | 1.9 | 0.3 | 2.1 | 3.1 | 7.3  |

### Playoffs
| Temporada | Edad | Equipo       | Liga | P | MIN | TCA | TC | 3PA | 3P | TLA | TL | R.OF. | REB | ASIS | ROB | TAP | PER | FP | PTS | %TC  | %3P | %FT   | MIN  | PTS | REB | AST |
| 1977-78   | 25   | Phoenix Suns | NBA  | 2 | 41  | 5   | 16 |     |    | 2   | 2  | 2     | 6   | 3    | 4   | 0   | 4   | 7  | 12  | .313 |     | 1.000 | 20.5 | 6.0 | 3.0 | 1.5 |
| Total     |      |              | NBA  | 2 | 41  | 5   | 16 |     |    | 2   | 2  | 2     | 6   | 3    | 4   | 0   | 4   | 7  | 12  | .313 |     | 1.000 | 20.5 | 6.0 | 3.0 | 1.5 |